# 정읍시의 향토문화유산
정읍시의 향토문화유산은 「문화재보호법」 제2조제1항에 열거된 유형으로서 문화재로 지정되지 아니한 것 중 보존·보호·관리할 가치가 있는 유형·무형·기념물·민속자료 등의 문화유산을 말한다.

## 지정 목록
| 번호 | 그림 | 명칭                                    | 소재지                        | 소유자 (관리자)      | 지정·해제일자         | 비고 |
| ---- | ---- | --------------------------------------- | ----------------------------- | -------------------- | --------------------- | ---- |
| 1호  |      | 한정                                    | 정읍시 칠보면 무성리 311      | 도강김씨훈도공파종중 | 2005년 11월 9일 지정  |      |
| 2호  |      | 필양사                                  | 정읍시 칠보면 무성리 313      | 김효기               | 2005년 11월 9일 지정  |      |
| 3호  |      | 모충사                                  | 정읍시 옹동면 산성리 산97     | 권창언               | 2005년 11월 9일 지정  |      |
| 4호  |      | 보화리 고택                             | 정읍시 소성면 보화리 250      | 정구연               | 2011년 12월 23일 지정 |      |
| 5호  |      | 용계서원                                | 정읍시 칠보면 시산리 688      | 칠보용계서원         | 2011년 12월 23일 지정 |      |
| 6호  |      | 사발통문 작성터                         | 정읍시 고부면 신중리 562-1    | 김충남               | 2016년 7월 26일 지정  |      |
| 7호  |      | 동학혁명 모의탑                         | 정읍시 고부면 신중리 산16     | 임창욱               | 2016년 7월 26일 지정  |      |
| 8호  |      | 만석보 혁파 선정비 (萬石洑 革罷 善政碑) | 정읍시 이평면 하송리 197-1    | 정읍시               | 2016년 7월 26일 지정  |      |
| 9호  |      | 동의기념비                              | 정읍시 산외면 오공리 193      | 정읍시               | 2016년 7월 26일 지정  |      |
| 10호 |      | 일재 이항선생 유허비                    | 정읍시 태인면 태서리 399-1    | 이희산               | 2016년 7월 26일 지정  |      |
| 11호 |      | 태산사                                  | 정읍시 영원면 은선리 103-1    | 태산사               | 2016년 7월 26일 지정  |      |
| 12호 |      | 전봉준 단비                             | 정읍시 이평면 창동리 산 10-3  | 천안전씨대종회       | 2016년 12월 21일 지정 |      |
| 13호 |      | 태인 김부곤가옥                         | 정읍시 태인면 태흥리 326      | 김금숙               | 2016년 12월 21일 지정 |      |
| 14호 |      | 송정십현도 (松亭十賢圖)                 | 정읍시 내장산로 370-12        | 정읍시립박물관       | 2020년 11월 27일 지정 |      |
| 15호 |      | 최치원 초상화                           | 정읍시 내장산로 370-12        | 정읍시립박물관       | 2020년 11월 27일 지정 |      |
| 16호 |      | 칠광도(七狂圖)                          | 정읍시 내장산로 370-12        | 정읍시립박물관       | 2020년 11월 27일 지정 |      |
| 17호 |      | 향음주례지도 (鄕飮酒禮之圖)             | 정읍시 내장산로 370-12        | 정읍시립박물관       | 2020년 11월 27일 지정 |      |
| 18호 |      | 읍원정(揖遠亭)                          | 정읍시 태인면 태흥1길 53-3    |                      | 2020년 11월 27일 지정 |      |
| 19호 |      | 한계 손홍록 묘 (寒溪 孫弘祿 墓)         | 정읍시 칠보면 반곡리 산 95    |                      | 2020년 11월 27일 지정 |      |
| 20호 |      | 물재 안의 묘 (勿齋 安義 墓)             | 정읍시 옹동면 비봉리 산2      |                      | 2020년 11월 27일 지정 |      |
| 21호 |      | 증산 강일순 탄생지                      | 정읍시 덕천면 신월리 436 외 2 |                      | 2021년 5월 14일 지정  |      |
| 22호 |      | 태인 고현동각                           | 정읍시 칠보면 남전길 90       |                      | 2023년 12월 13일 지정 |      |

## 참고 문헌
- 정읍시 홈페이지 - 고시/공고
- 정읍시 홈페이지 - 문화관광